# Église Santa Maria della Verità (Naples)
 (août 2024).
L'église Santa Maria della Verità, également appelée église Sant'Agostino degli Scalzi, est un lieu de culte de Naples. Elle est située dans le rione Materdei, dans le quartier Stella.

## Origine
L'histoire de Santa Maria della Verità commence lorsque le conseiller Scipione De Curtis, accusé de graves crimes contre le roi d'Espagne, alla prier à l'édicule de Santa Maria dell'Oliva pour qu'il soit innocenté des accusations, promettant, en cas de grâce, de faire ériger un édifice sacré.
Une fois sa grâce obtenue, il travailla à la construction d'un monastère dont l'emplacement fut choisi en face du palais de Carlo Carafa, duc de Nocera, où serait hébergé le couvent des Carmes Déchaux. De Curtis souhaitait cependant que l'effigie sacrée de la Madonna dell'Oliva soit placée dans le nouveau temple, dédiée à la Madonna della Verità en l'honneur de la vérité établie dans l'affaire judiciaire.

## Histoire
L'église a été construite par Giovan Giacomo di Conforto (déjà en activité dans l'église voisine de Santa Teresa) à partir de 1603 et consacrée en 1653. Elle a été restaurée après les tremblements de terre de 1688 et 1694 par Arcangelo Guglielmelli, dans la seconde moitié du XVIIIe siècle par Giuseppe Astarita (qui a conçu le sol en 1751) et en 1850 par Costantino Pimpinelli (auteur des frises néoclassiques de la coupole et des décors des voûtes des transepts).
Durant la décennie française, pour construire le nouveau Corso Napoleone qui aurait relié directement le Musée National et le palais de Capodimonte, l'église s'est retrouvée à une altitude plus élevée que la nouvelle route en raison des énormes terrassements de la colline escarpée où se trouvait le monastère.
L'histoire de l'église est liée à celle de Giacomo Leopardi le jour de sa mort, le 14 juin 1837 : c'est dans ce monastère qu'Antonio Ranieri - selon lui - cherchait un religieux qui pourrait apporter le réconfort sacramentel au Leopardi mourant. 

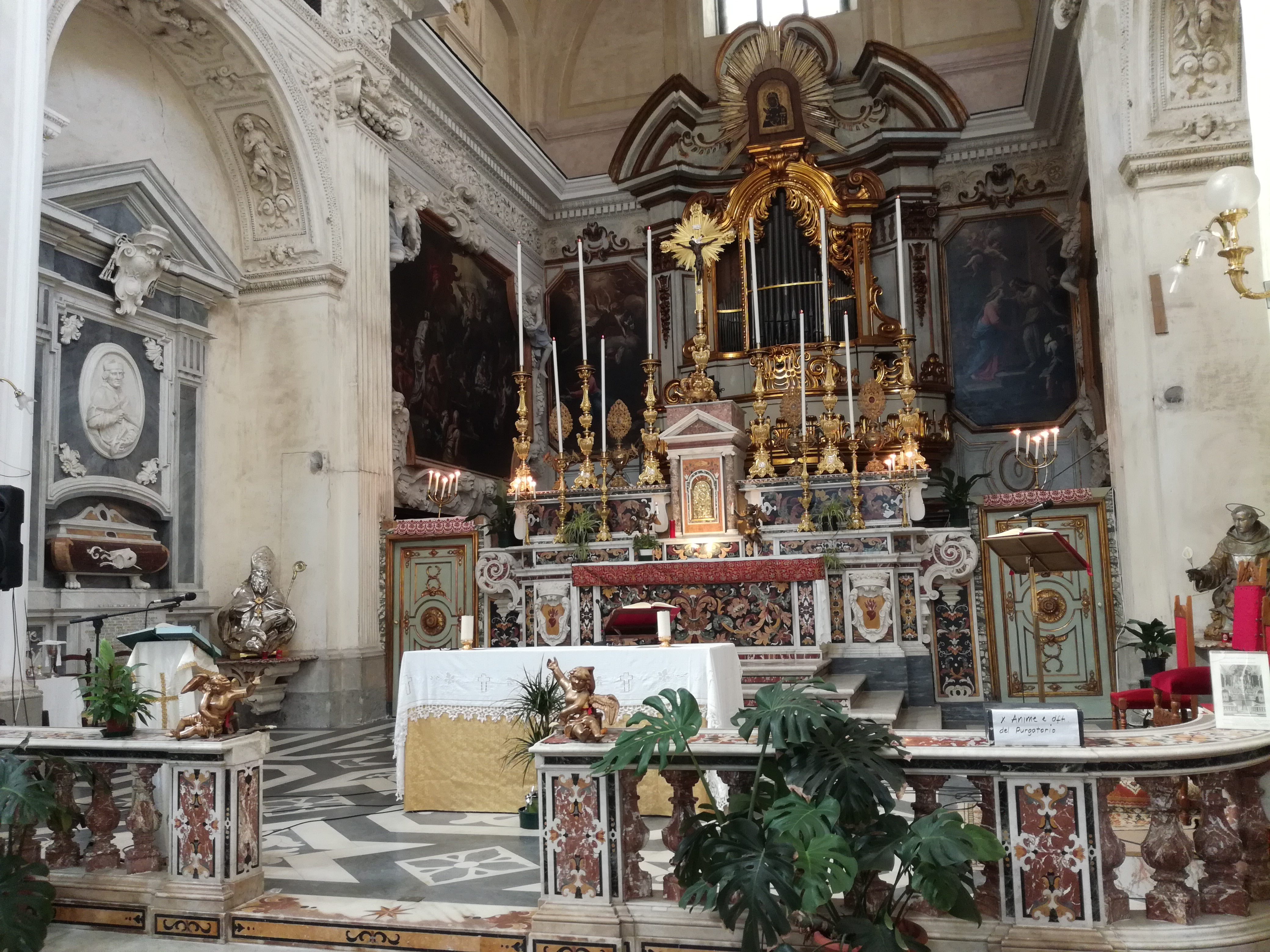
Le maître-autel, avec des reproductions des marbres volés.
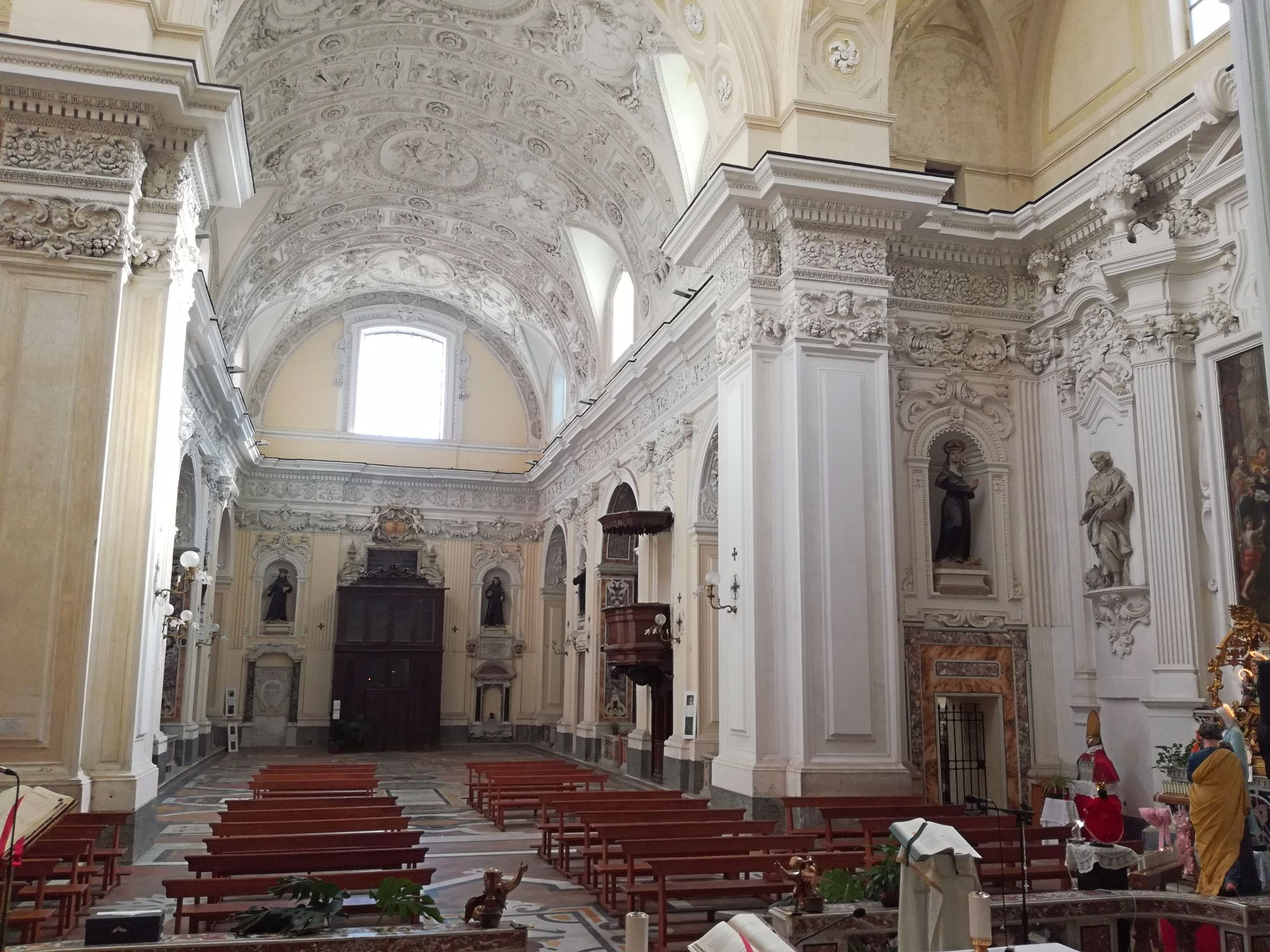
L'intérieur, avec les décorations en stuc.

Les intérieurs de l'église ont été immortalisés lors du tournage du film L'Or de Naples, de Vittorio De Sica en 1954 et d'un autre film culte : Main basse sur la ville de Francesco Rosi en 1963. Ces images témoignent de la splendeur de l'église avant que, comme beaucoup d'autres églises de Naples, celle-ci ait payé le lourd tribut du tremblement de terre d'Irpinia de 1980 qui a secoué toute la région : la structure a été gravement endommagée. Elle fut abandonnée plusieurs années, au cours desquelles des marbres, des retables et du mobilier sacré ont été volés. Le vol le plus brutal a eu lieu en 1985, lorsque le devant de l'autel du transept droit a été volé. L'église était étayée par des tuyaux et a ainsi été immortalisée dans le documentaire Vietato !, diffusé en 1994 sur Rai Uno.
Cependant, pour compenser la fermeture de l'église, les célébrations liturgiques ont continué à être célébrées dans la sacristie, autrefois ornée d'armoires massives en noyer (aujourd'hui exposées dans la Certosa di San Martino), où a été érigée une église provisoire, démantelée lorsque le bâtiment a rouvert.
Vers 2000, les travaux de restauration architecturale et de récupération artistique des œuvres conservées ont commencé. Bien qu'il reste des parties du bâtiment à restaurer, l'église est ouverte au culte et peut être visitée depuis 2008. 

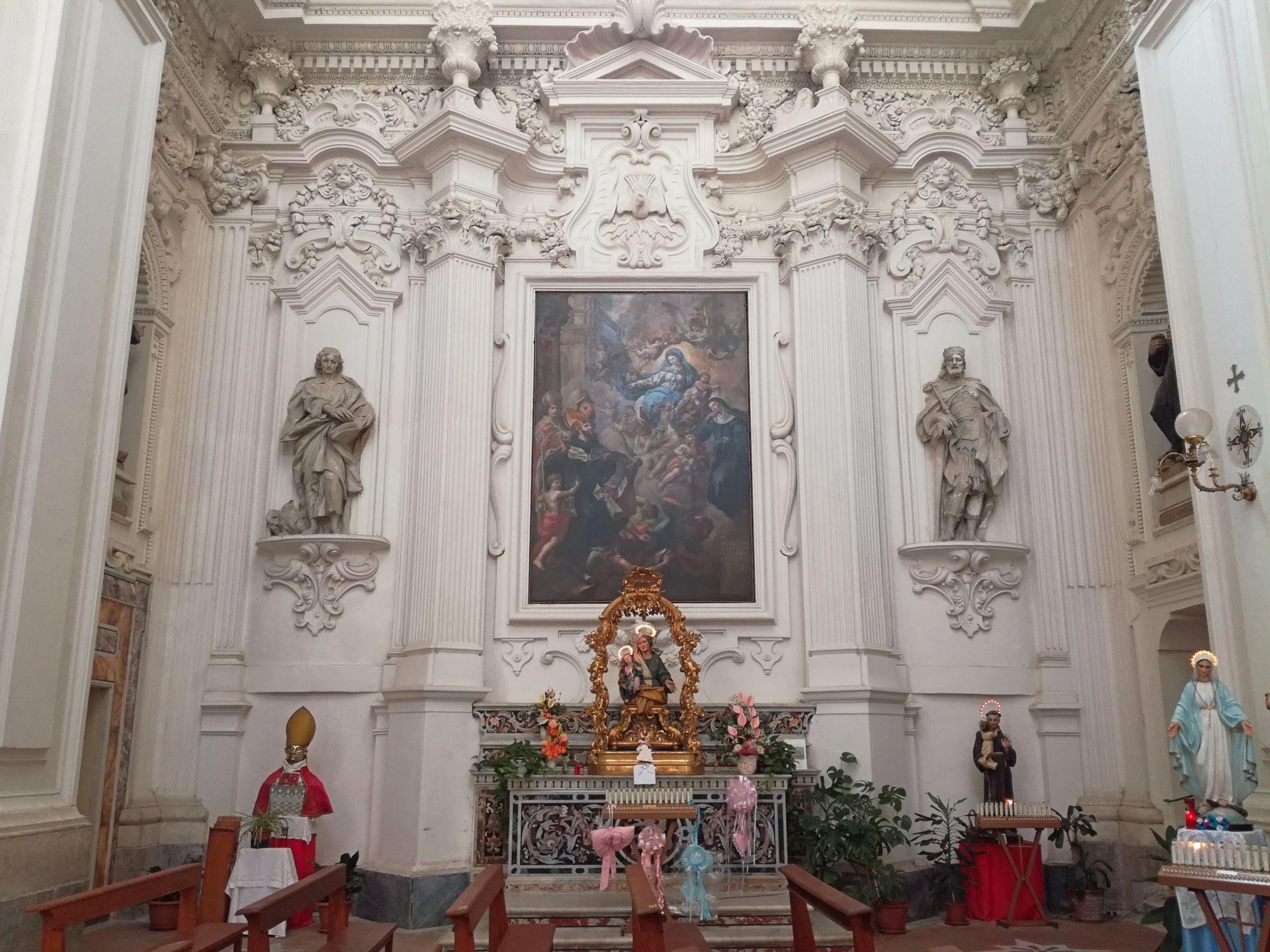
Transept gauche.
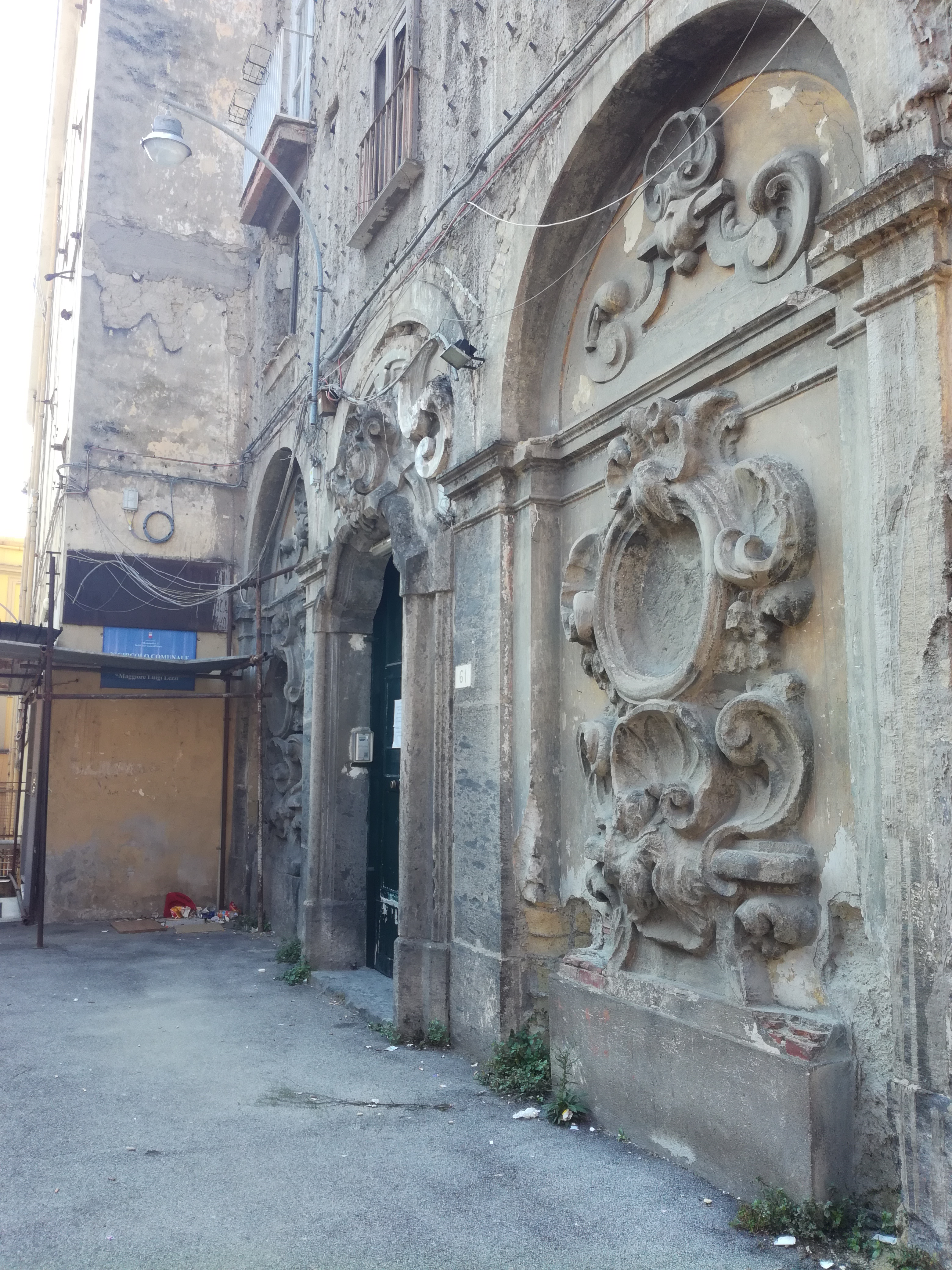
Détail de l'ancien couvent.
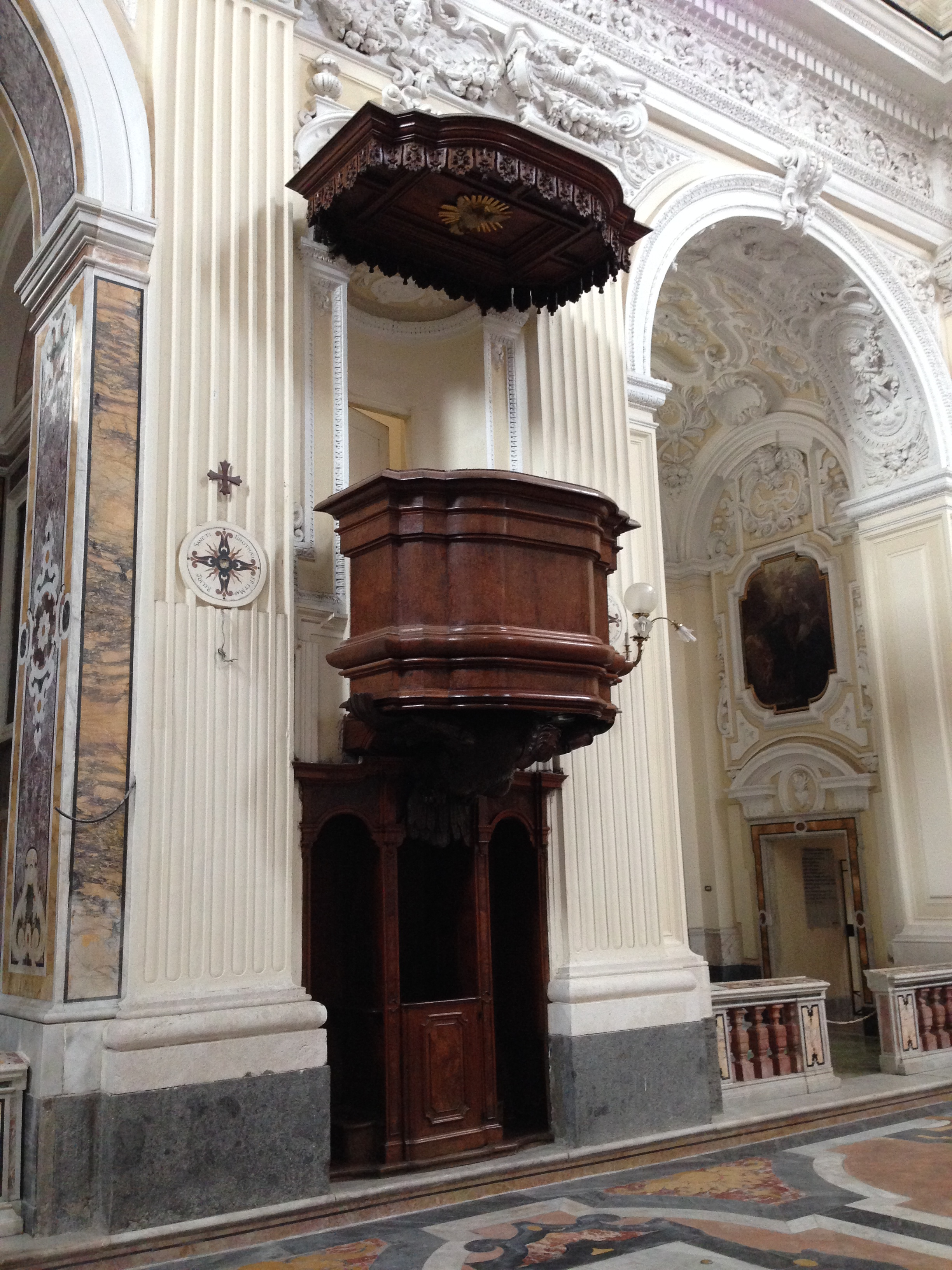
Chaire en noyer.

Aujourd'hui, seule une petite partie du vaste couvent est utilisée par les Pères Augustins Déchaux, en effet, il abrite des bureaux municipaux et deux écoles (qui utilisent également le cloître comme cour de sport). Il y a un clocher, qui n'est également plus utilisable par le couvent.